# Mordellistena ozarkensis
Mordellistena ozarkensis là một loài bọ cánh cứng trong họ Mordellidae. Loài này được Ray miêu tả khoa học năm 1936.

## Hình ảnh

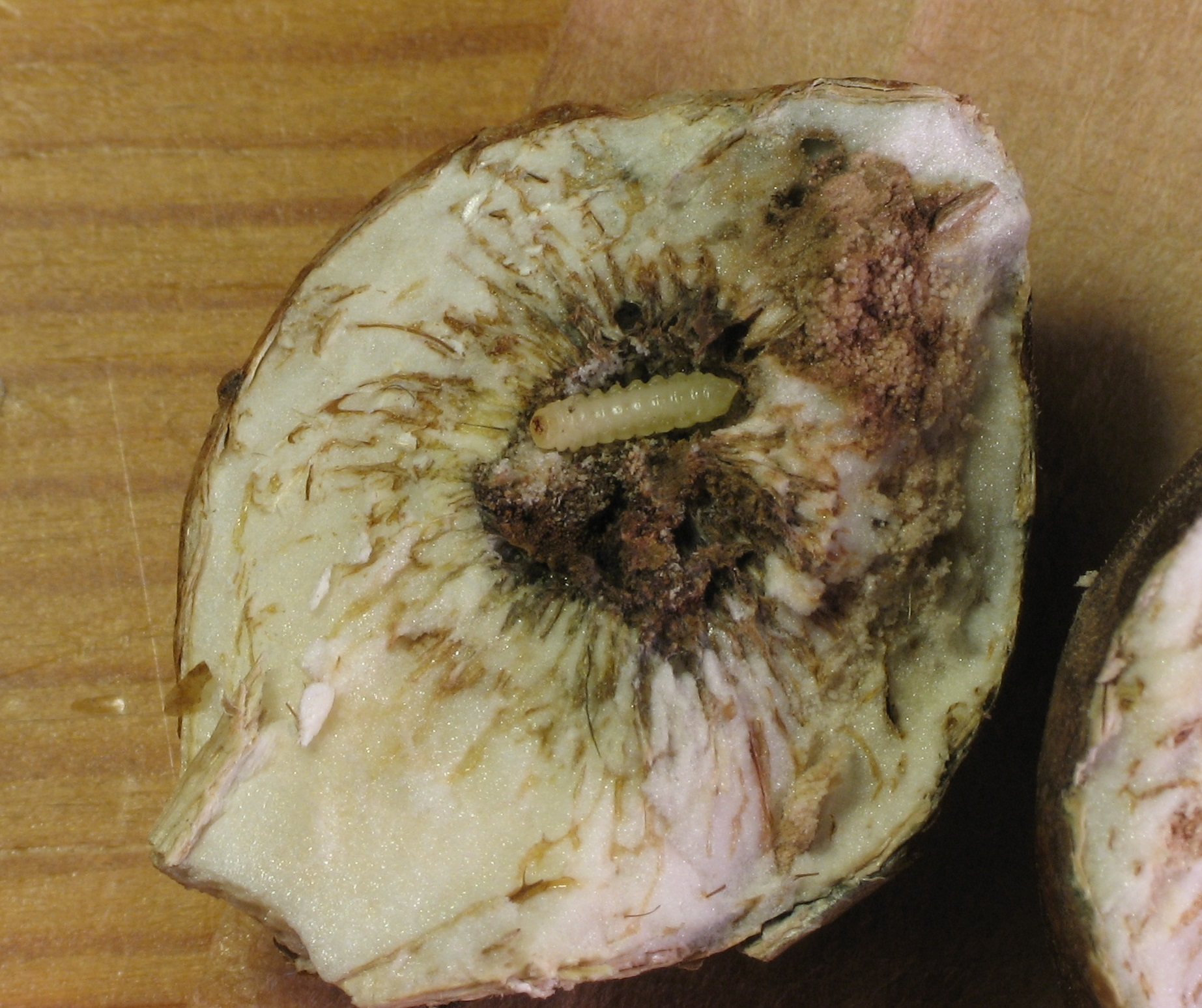